# أحمد عبد الله عقبات
أحمد عبد الله عقبات هو وزير العدل اليمني السابق ونائب رئيس المحكمة العليا في اليمن وعضو مجلس الشورى، ولد سنة 1958 في قرية خشران بمديرية جهران في محافظة ذمار، وأحد أعضاء مؤتمر الحوار الوطني.

## التعليم
- ماجستير شريعة وقانون - المعهد العالي للقضاء.[1]

## مناصب شغلها
- نائب رئيس المحكمة العليا - حكومة الإنقاذ الوطني (من 15 يناير 2020 إلى الآن).[2]
- وزير العدل اليمني- حكومة الإنقاذ الوطني (من 2016 إلى 2020).[3]
- عضو مجلس الشورى - 2003.[1]
- وزير العدل اليمني - حكومة باجمال (من 31 مارس 2001 إلى 17 مايو 2003).[4]
- رئيس محكمة الاستئناف- تعز.[1]
- رئيس محكمة الاستئناف- إب.[1]
- رئيس المحكمة الابتدائية- غرب صنعاء.[1]